# Station Pleinfeld
Station Pleinfeld is een spoorwegstation in de Duitse plaats Pleinfeld. Het station werd in 1849 geopend. 